# Pradelles (Nord)
Pradelles – miejscowość i gmina we Francji, w regionie Hauts-de-France, w departamencie Nord.
Według danych na rok 1990 gminę zamieszkiwały 184 osoby, a gęstość zaludnienia wynosiła 56 osób/km² (wśród 1549 gmin regionu Nord-Pas-de-Calais Pradelles plasuje się na 1026. miejscu pod względem liczby ludności, natomiast pod względem powierzchni na miejscu 821.).